# نغو كوانغ هوي
نغو كوانغ هوي هو لاعب كرة قدم فيتنامي في مركز الوسط، ولد في 28 نوفمبر 1990 في فيتنام. لعب مع نادي كوانغ نام.

## وصلات خارجية
- نغو كوانغ هوي على موقع قاعدة بيانات كرة القدم.إي يو (الإنجليزية)
- نغو كوانغ هوي على موقع Soccerway.com (الإنجليزية)